# Odnosi s javnošću
Odnosi s javnošću (eng. public relations, njem. Öffentlichkeitsarbeit) su dvosmjerna komunikacija između organizacije i njezine unutarnje i vanjske javnosti, u svrhu postizanja međusobnog razumijevanja, izgradnje društvene odgovornosti i ostvarivanja zajedničkih interesa. Upravljane su komunikacijama organizacije s njezinim javnostima. Cilj odnosa s javnošću je njegovanje odnosa s dionicima (stakeholder) koje čine okruženje organizacije radi pridobivanje potpore njenim ciljevima te izgradnje povjerenja i ugleda (reputacije). Odnosi s javnošću su disciplina komunikologije (komunikacijskih znanosti), a često su i potporna funkcija u marketingu. Odnosi s javnošću primjenjuje informativne i persuazivne oblike komunikacije.

## Definicije odnosa s javnošću
Postoje brojne definicije odnosa s javnošću. Američka strukovna udruga odnosa s javnošću (Public Relations Society of America - PRSA) definira odnose s javnošću kao "proces strateške komunikacije koje gradi uzajamne korisne odnose između organizacije i njenih javnosti". 

Odnosi s javnošću su društvena znanost koja analizira trendove, predviđa njihove posljedice, savjetuje menadžere i provodi planirane programe akcija sa svrhom da služe organizacijskom i javnom interesu. Praktičari odnosa s javnošću planiraju, uspostavljaju i održavaju dobar glas i međusobno razumijevanje između organizacije i njenih javnosti. Neki autori smatraju da su odnosi s javnošću istovjetne propagandi.

## Povijesni razvoj

### Povijesni razvoj u Hrvatskoj
Korijene razvoja odnosa s javnošću u Hrvatskoj moguće je naći već šezdesetih godina prošlog stoljeća. Radno mjesto PR menadžera u hotelu Esplanadi godine 1964. prvo je na kojem je rukovoditelj tog odjela svjesno obavljao određene zadatke kako bi se potaknuli odnosi između hotela i okruženja te utjecalo na okolinu. Godine 1968. u Podravki bila je
u Sektoru za prodaju zaposlena posebno zadužena osoba za odnose s javnošću. S razvojem turizma na Jadranu, razvija se i radno mjesto za odnose s javnošću u hotelijerstvu. Gospodarstvo, a ni politika još nisu osjećali potrebu za stručnjacima za odnose s javnošću (Tomašević, 2002: 9).

Tek godine 1990. u sklopu prve Vlade Republike Hrvatske utemeljeno je Ministarstvo informiranja koji je bio preteča današnjih ureda za odnose s javnošću ili glasnogovornika u pojedinim ministarstvima.

## Uloga odnosa s javnošću u oblikovanju imidža organizacije
Odnosi s javnošću uveliko poboljšavaju cjelokupan imidž organizacije (kompanije, političke stranke, institucije) u javnosti i time doprinosi dugoročnoj učinkovitostii i profitabilnosti poslovanja. Odnosi s javnošću predstavljaju umijeće rada i govora koji će stvoriti povoljno mišljenje kod ljudi o nekoj organizaciji, instituciji ili pojedincu. Osnovna uloga odnosa s javnošću je da na adekvatan način pripremaju i osiguraju objavljivanje određenih informacija o organizaciji.

## Vrste odnosa s javnošću

### Odnosi s medijima
Mediji igraju važnu ulogu u formiranju javnog mnijenja te upravo zbog toga čine privlačnu platformu za stručnjake za odnose s javnošću jer putem medija mogu informirati poslovne partnere, klijente ili glasače te tako pridonose stvaranju imidža kljenta u javnosti. Postoji veliki broj alata koje PR-ovci koriste prilikom komuniciranja s medijima pa tako među njima nalazimo i priopćenja za javnost (objave za medije), vijesti, izjave, konferencije za novinare, brifinzi s novinarima, događaji, advertorijali i slično. Bitan alat za učinkovite odnose s medijima je kvalitetna adrema, ili novinska lista, koja sadrži imena i kontakte novinara koji prate određena područja. Uz to važno je imati i pripremljenu mapu za novinare sa svim potrebnim podacima vezanim uz klijenta kojeg zastupate. U odnosima s medijima zadužen je glasgovornik organizacije koji profesionalno komunicira s novinarima i urednicima.

### Odnosi s tržištem
Tržište predstavlja javnost s kojom se treba pažljivo komunicirati jer je upravo tvtrka ili klijent kojeg zastupate ovisan o tržištu, to jest onima koji kupuju usluge vašeg klijenta ili glasuju za za njega na izborima. Potrebno je osluškivati bilo tržišta te istraživanjima uvidjeti preferencije potrošača te se prilagoditi rezultatima tih istraživanja ne bi li se poboljšala usluga koju pružate. Tako se smanjuju razni rizici u poslovanju, ostvaruju se bolji rezultati što dovodi do kranjeg cilja –  stvaranje dugoročnog partnerstva s potrošačima. Među alatima koje stručnjaci za odnose s javnošću koriste najvažnija je izravna pisana komunikacija. Tržišna komunikacija najčešće je u nadležnosti marketinga.

### Odnosi s vlastima (Javni poslovi)
Komunikacijski odnosi s vlastima vrlo su bitne za svaku veliku kompaniju, odjel javnih poslova (public affairs) koristiti razne instrumente, poput izravnog i neizravnog lobiranja.
Osim o tržištu svaka organizacija ovisi i o svojim javnim institucijama koje daju dozvole za rad, izglasavaju zakone, donose procedure, reguliraju kretanja na tržištu. U ovom aspektu odnosa s javnošću nužno je pratiti događaje na političkoj i društvenoj sceni te se na vrijeme prilagoditi tijeku tih događaja u korist svog klijenta. Konkretnije, te se aktivnosti odnose na praćenje relevantnih političkih, zakonskih i drugih ključnih pitanja te na prikupljanje informacija o aktivnostima javnim institucija, sve u vrhu prilagođavanja komuniciranja prema toj javnosti.

### Interna komunikacija
Interna komunikacija obuhvaća sve komunikativne aktivnosti između članova organizacije, u poduzećima između menadžmenta i zaposlenicima, u strankama između stranačkog vodstva i članstva itd.
Organizacija može imati genijalan proizvod ili uslugu, ali ako osoba koja je zadužena za prodaju tog proizoda na nas ostavi negativan utjecaj, vrlo je vjerojatno da ili nećemo kupiti ono što nam prodaje ili ćemo idući put svoje povjerenje pokloniti drugom proizvođaču. Da bi izbjegli takav scenarij, poslodavcima je u interesu da imaju zadovoljne radnike koji će na pravi način prenijeti moto kompanije na kupce. Stoga je važno informirati, educirati i motivirati zaposlenike kako bi oni mogli kvalitetno predstavljati kompaniju javnosti. To se postiže radnim sastanicima, team buildinzima, stručnim seminarima, briefinzima i intranetom (internim internetom kompanije).

### Odnosi s investitorima
Poznatiji kao odnosi s financijskom javnošću, odnosi s ulagačima su vrsta PR-a koja se trudi povećati vrijednost neke tvrtke, učvrstiti povjerenje dioničara i tako smanjiti cijenu kapitala i učiniti tvrtku ili njezine dionice atraktivnima za ulagače, financijske analitičare, banke, fondove i sl.

Stručnjak za odnose s javnošću koji je orijentiran na komuniciranje s financijskom javnošću mora i sam imati znanja o ekonomiji, gospodarstvu koja su ključna za obavljanje ovog aspekta PR-a. Njihov posao uključuje izradu godišnjih izvješća, praćenje trendova na tržištu, stalno informiranje financijske javnosti, savjetovanje menadžera te dostavljanje financijskih podataka na zahtjev.

## Vanjske poveznice
|  | Zajednički poslužitelj ima još gradiva o temi Odnosi s javnošću |